# Gro Harlem Brundtland
Gro Harlem Brundtland, född Harlem den 20 april 1939 i Bærum i Akershus fylke, är en norsk politiker (Arbeiderpartiet) som var Norges statsminister 1981, 1986–1989 och 1990–1996. Hon var ledamot av stortinget 1977–1997, miljöminister 1974–1979, partiledare för Arbeiderpartiet 1981–1992, ordförande i stortingets utrikeskommitté 1980–1981 och 1989–1990 samt generaldirektör för WHO 1998–2003.

## Biografi
Brundtland är dotter till medicinprofessorn och statsrådet Gudmund Harlem och en svenskättad mor. Hon är genom sin mor släkt med den svenske förre folkpartiledaren Bertil Ohlin. Gro Harlem Brundtland tog medicinsk examen vid universitetet i Oslo 1963 och Master of Public Health vid Harvard University 1965. Hon praktiserade sedan som läkare. 1968–1974 var hon assisterande överläkare i Oslos hälsoråd.

## Politisk karriär

### Norge
1974 utsågs Brundtland till miljöminister i regeringen Bratteli II. Hon satt på posten till 1979. Hon valdes 1975 till vice partiordförande i Arbeiderpartiet. 1977 blev hon invald i stortinget för Oslos vakrets.

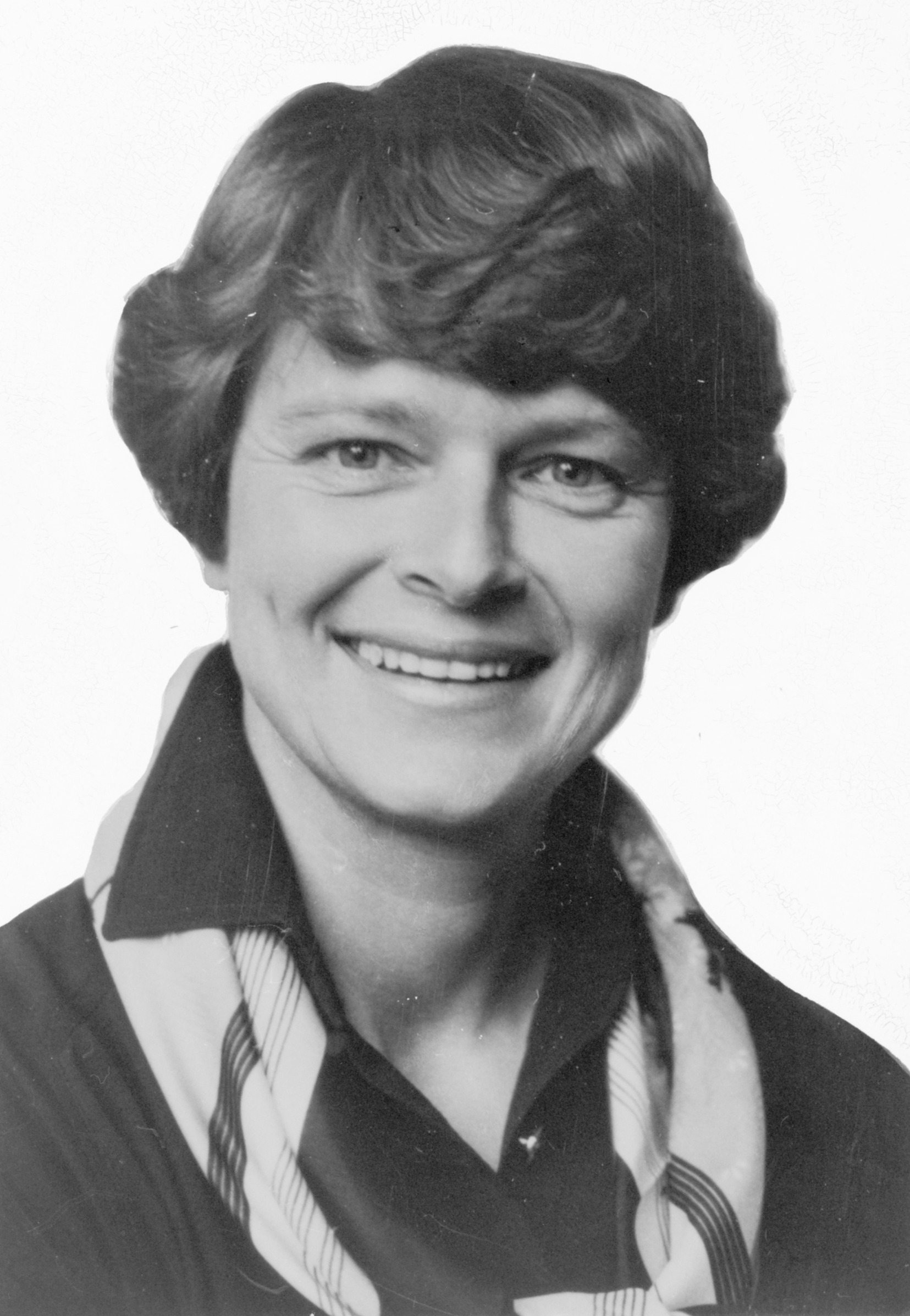
Gro Harlem Brundtland 1970-tal.

I februari 1981 blev hon Norges och Nordens första kvinnliga statsminister. Arbeiderpartiet förlorade valet i september 1981, men Brundtland fick aldrig skulden för nederlaget. Hon övertog partiledarskapet i april 1981 och enade partiet under tiden i opposition.
Hon blev statsminister igen i regeringen Brundtland II som satt från maj 1986 till oktober 1989. Denna regering väckte uppmärksamhet genom att 8 av 18 statsråd var kvinnor. Under denna period var Norge i djup ekonomisk kris. Denna skylldes bland annat på liberaliseringen av kreditmarknaden i början av 1980-talet, ett lågt oljepris som gav låga investeringar i oljesektorn samt en hög ränta. Problemen fortsatte under hela hennes regeringstid.
Efter stortingsvalet 1989 bildades en borgerlig koalitionsregering med Høyres Jan P. Syse statsminister. Denna varade tills EU-frågan blev för dominerande och Brundtland fick överta som statsminister igen i november 1990 (regeringen Brundtland III). Trots detta lyckades hon inte genomföra sitt viktigaste projekt: norskt medlemskap i EU. Hon satt ändå kvar som statsminister efter folkomröstningen 1994. Hon avgick som statsminister den 25 oktober 1996 och efterträddes av Thorbjørn Jagland, som tidigare hade efterträtt henne som partiledare 1992.

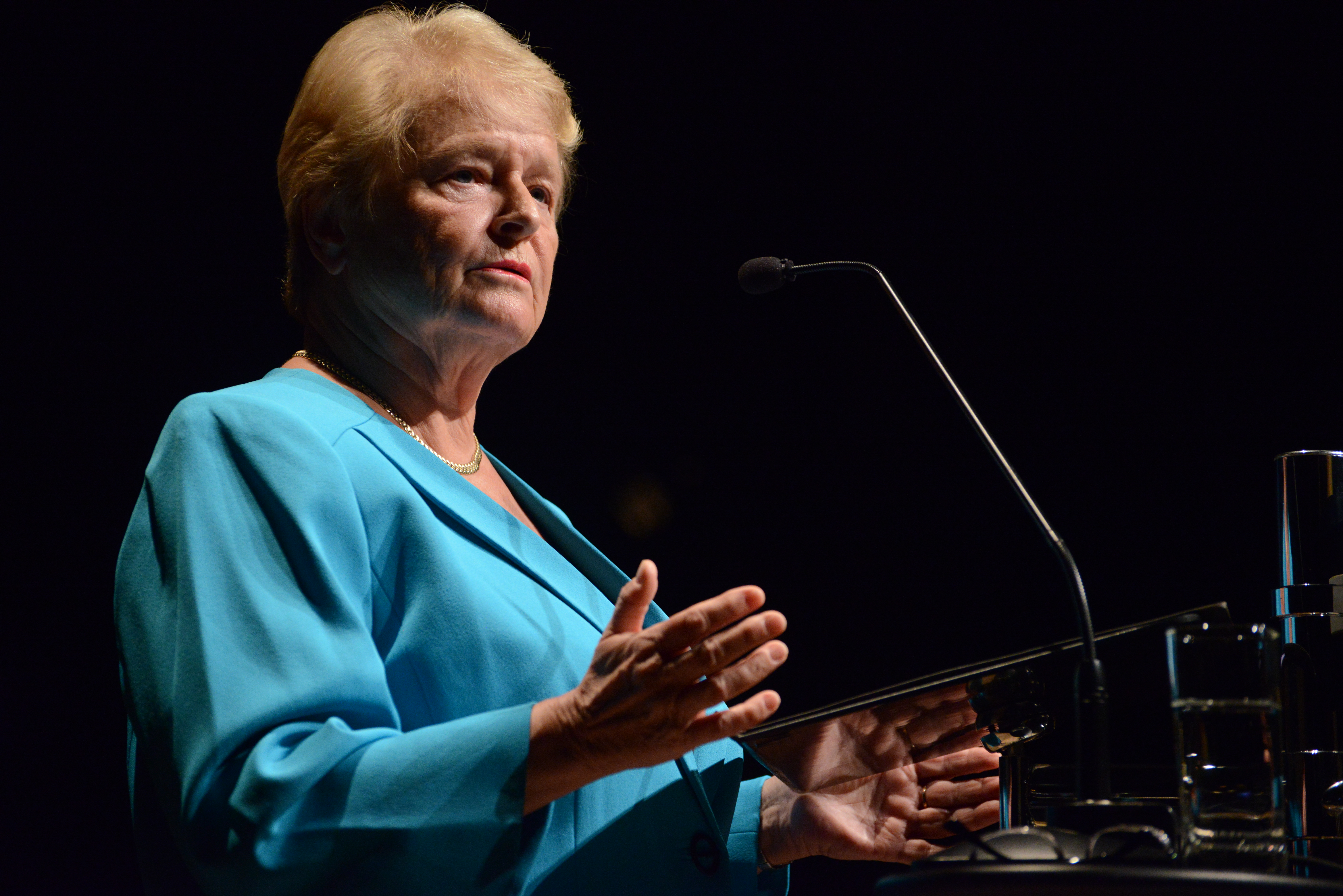
Gro Harlem Brundtland 2014.

2023 valdes Brundtland in i bystyret (kommunfullmäktige) i Oslo kommun.

### FN
Hon ledde arbetet med rapporten Vår gemensamma framtid, 1987 (Our common future) inför FN:s konferens om miljö och utveckling i Rio de Janeiro 1992. Rapporten kallas därför ofta för Brundtlandrapporten. 1998 valdes hon till generaldirektör för Världshälsoorganisationen, hon mottog titeln Policy Leader of the Year för koordineringen mot Sarsutbrottet (2003). Hon avgick under sommaren 2003. Därefter bodde hon fram till 2013 i Frankrike. I januari 2006 fanns hennes namn med i diskussionen om tänkbara kandidater till befattningen som FN:s generalsekreterare.

## Priser och utmärkelser
- Karlspriset, 1994
- Göteborgspriset för hållbar utveckling, 2002 [4]
- Fredrikkepriset, 2003
- Hedersdoktor vid Chalmers tekniska högskola, 2004[5]
- Hedersdoktor vid universitetet i Bergen, 2004[6]
- Hedersdoktor vid Karolinska Institutet, 2013[7]